# Plectris corrientensis
Plectris corrientensis är en skalbaggsart som beskrevs av Moser 1919. Plectris corrientensis ingår i släktet Plectris och familjen Melolonthidae. Inga underarter finns listade i Catalogue of Life.